# Federico Edwards
Federico Edwards (ur. 25 stycznia 1931 w Santa Fe, zm. 13 listopada 2016) – argentyński piłkarz, obrońca.
W 1954 roku Edwards razem z klubem Boca Juniors zdobył mistrzostwo Argentyny.
Jako piłkarz klubu Boca Juniors był w kadrze reprezentacji Argentyny podczas finałów mistrzostw świata w 1958 roku, gdzie Argentyna odpadła już w fazie grupowej. Edwards nie zagrał w żadnym meczu. Co więcej – nigdy w swej karierze nie wybiegł na boisko w reprezentacyjnych barwach.
Przez większość swej kariery grał w Boca Juniors. Na zakończenie przeniósł się do Chile, gdzie grał w Green Cross Santiago.